# Dzsefaihapi

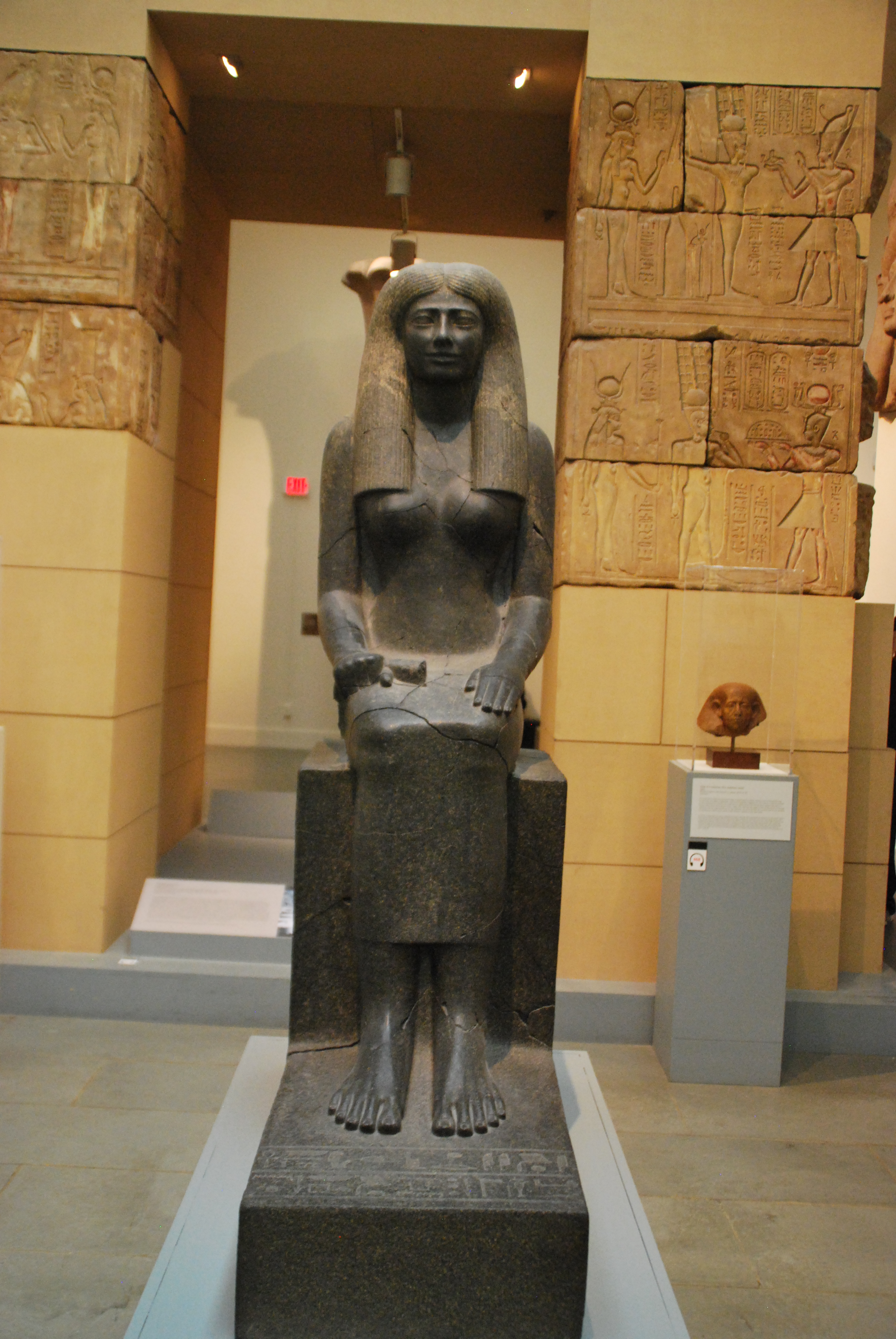
Dzsefaihapi felesége, Szennui szobra (Boston, MFA 14.720)

Dzsefaihapi ókori egyiptomi hivatalnok volt, a felső-egyiptomi 13. nomosz kormányzója a XII. dinasztia idején, I. Szenuszert alatt.

## Élete
A kormányzó apját Idiaatnak hívták. Felesége Szennui volt. Dzsefaihapi Aszjútban élt, a 13. nomosz székhelyén; kormányzói pozíciója mellett főpap is volt. Főleg nagy, díszített sziklasírjáról ismert (aszjúti 1-es sír), amelyet magától I. Szenuszerttől kapott ajándékba. Ő volt az első a XII. dinasztia több, azonos nevű aszjúti kormányzója közül; valószínű, hogy családja I. Amenemhat vagy I. Szenuszert alatt váltotta a korábbi, velük rokonságban nem lévő kormányzócsaládot. Dzsefaihapi sírjából tudni, hogy elrendelte Upuaut helyi templomának újjáépítését.
Sírjában arról is beszámol, hogy elrendelte, hogy külön pap foglalkozzon halotti kultuszával; a papot földdel és javakkal fizette meg ezért. A szövegben gondosan megemlíti, hogy különbséget tett személyes vagyona és az őt kormányzói, illetve papi minőségében megillető javak között, és hangsúlyozza, hogy halotti kultusza fenntartását az előbbiből finanszírozta.
1913-ban a Harvard Egyetem és a Bostoni Szépművészeti Múzeum közös ásatása során a núbiai Kermában előkerült egy nagy domb alatt rejlő sír, melyet több, kisebb serpenyősír vett körül. A fő sírban két hatalmas granodiorit szobrot találtak, Dzsefaihapi és felesége, Szennui szobrát. A környező kis sírokba temetett embereket egyszerre áldozták fel, valószínűleg uruk halálakor. Egyiptomban erre az időre az emberáldozat már rég feledésbe merült, de úgy tűnik, Núbiában még alkalmazták. Bár eredetileg feltételezték, hogy a sír tulajdonosa Dzsefaihapi volt, mostanra ez megdőlt; a sírba valószínűleg egy núbiai törzsfő temetkezett, a szobrok pedig később, talán a második átmeneti korban kerültek ide. Dzsefaihapi szobra összetört, de Szennuié jó állapotban megmaradt; ma mindkettő a Bostoni Szépművészeti Múzeumban található (katalógusszám: MFA 14.724 és MFA 14.720).

## Fordítás
- Ez a szócikk részben vagy egészben  a   Djefaihapi című angol Wikipédia-szócikk ezen változatának fordításán alapul.  Az eredeti cikk szerkesztőit annak laptörténete sorolja fel. Ez a jelzés csupán a megfogalmazás eredetét és a szerzői jogokat jelzi, nem szolgál a cikkben szereplő információk forrásmegjelöléseként.